# Веслање на Медитеранским играма 2013 — скиф за жене
 Веслачка дисциплина скиф за жене (W1x) на Медитеранским играма 2013. одржано је у турском граду Мерсину на језеру Сејхан 21 и 23. јуна. Учествовало је 5 веслачица из исто толико земаља.

## Сатница
| Датум        | Време | Ниво     |
| ------------ | ----- | -------- |
| 21. јун 2013 | 9:40  | Групе    |
| 23. јун 2013 | 9:15  | Финале А |

## Победнице
|                      |                      |                            |
| Ива Обрадовић Србија | Ђада Коломбо Италија | Марсела Милошевић Хрватска |

## Резултати

### Квалификације
Због малог броја учесница све такмичарке су веслале квалификације и финале.
| Пл. | Стаза | Екипа             | Држава    | Време   | Заостатак | Бел. |
| --- | ----- | ----------------- | --------- | ------- | --------- | ---- |
| 1   | 3     | Ива Обрадовић     | Србија    | 7:42,78 |           | ФА   |
| 2   | 4     | Ђада Коломбо      | Италија   | 7:44,04 | +9,64     | ФА   |
| 3   | 5     | Елени Дијаманти   | Грчка     | 8:01,79 | +19,01    | ФА   |
| 4   | 2     | Марсела Милошевић | Хрватска  | 8:04,03 | +21,24    | ФА   |
| 5   | 1     | Ања Шешум         | Словенија | 8:19,01 | +36,22    | ФА   |

### Финале
| Пл. | Стаза | Екипа             | Држава    | Време   | Заостатак | Бел. |
| --- | ----- | ----------------- | --------- | ------- | --------- | ---- |
|     | 3     | Ива Обрадовић     | Србија    | 7:39,04 |           |      |
|     | 4     | Ђада Коломбо      | Италија   | 7:44,04 | +5,00     |      |
|     | 5     | Марсела Милошевић | Хрватска  | 7:44,25 | +5,21     |      |
| 3   | 2     | Елени Дијаманти   | Грчка     | 7:48,14 | +9,10     |      |
| 5   | 1     | Ања Шешум         | Словенија | 8:13,15 | +34,11    |      |